# Прокопьевская Салда
Прокопьевская Салда — село Верхотурского городского округа Свердловской области, Россия. Бывший административный центр Прокопьевского сельсовета.

## Географическое положение
Прокопьевская Салда расположена на левом берегу Салды (притока Туры), в 24 километрах к юго-востоку от Верхотурья (по дороге — в 29 километрах), между реками Шумковкой и Берёзовкой. Местность болотистая, а потому и не особенно здоровая, почва — суглинистая.

## История села
Поселение было основано в 1619 году. В переписи 1624 года упоминается как погост с церковью Прокопия Устюжского. По данным переписи Верхотурского уезда 1680 года, Салдинский погост значился в составе Подгородней волости. Там была церковь, двор попа Александра Яковлева, дьячка Якима Старцева и пономаря Ивана Жихина. Крестьянских дворов не было, кроме четырёх ямских. На тот момент в приходе Салдинского погоста числилось 13 деревень. Населённый пункт являлся важным транспортным центром на Сибирском тракте.
В 1727 году был освящён сельский храм Сретения Господня. Согласно легенде, на его постройку пошло имущество казнённого в 1721 году князя М. П. Гагарина. По данным ревизии 1916 года, село Салдинское являлось центром Салдинской волости с 15 деревнями. В Салдинском на тот момент было 7 крестьянских дворов и 47 жителей. В более поздних источниках село носит двойное название Салдинско-Рублёвское. Это связано с тем, что в состав древнего Салдинского погоста, где преобладала фамилия Старцевых, вошло село Рублёво, появившееся после 1680 года. Жители Рублёва переселились в Салдинское, и таким образом образовался объединённый населённый пункт. Память о Рублёве до сих пор сохраняет одна из сельских улиц.
К началу XX века село Салдинско-Рублёвское являлось административным центром Красногорской волости Верхотурского уезда Пермской губернии. Имелось волостное правление, двуклассное училище, четыре торговых лавки и казённая винная. Ярмарки в селе проходили 2 февраля, в 9 пятницу по Пасхе и 6 ноября. Население было занято преимущественно земледелием и скотоводством, выжиганием и доставкой угля на Нижне-Салдинский завод, выделкой берестяных бураков и мелкой торговлей. В селе были пряничное и крендельное заведения, сапожная мастерская и кузница. Действовали фельдшерские медицинский и ветеринарный пункты. По сведениям 1909 года, было 63 двора и 347 жителей.
В 1920-х годах село Прокопьевская Салда было в составе Верхотурского района Тагильского округа. Являлось центром Прокопьевского сельсовета, включавшего 25 населённых пунктов. По данным переписи 1926 года, в селе насчитывалось 106 хозяйств, проживало 376 человек (162 мужчины и 214 женщины). Преобладающая национальность — русские. Имелась школа 1-й ступени, фельдшерский пункт, телефон, кооператив. Позднее село вошло в состав Верхотурского района Свердловской области.

## Сретенская церковь
В 1727 году в селе была освящена каменная церковь Сретения Господня. Реконструировалася в 1789 году и на рубеже XIX—XX веков. Закрыта в 1932 году. Ныне находится в запустении.

## Улицы
В Прокопьевской Салде 7 улиц: Заречная, Молодёжная, Новая, Постникова, Рублёва, Сенянского и Совхозная.

## Население
| 1873 | 2002 | 2010 | 2021 |
| ---- | ---- | ---- | ---- |
| 263  | ↗449 | ↘336 | ↘260 |